# 准备领导 (纳粹党)
准备领导（Bereitschaftsleiter）是纳粹党在1939-1945年间設置的一个政治衔级。准备领导衔级共分为三级：准备领导、上级准备领导（Oberbereitschaftsleiter）、特级准备领导（Hauptbereitschaftsleiter）。